# 小斎武志
小齊武志（こざい たけし、1974年4月23日 - 2006年11月8日）は、福岡県出身の柔道家（四段）、格闘家。

## 来歴
小学校で柔道を始め、講道学舎へ入門。瀧本誠、吉田善行、大山峻護らと同期となる。この由縁により、大山のセコンドにつくことも多かった。
世田谷学園高校の柔道部では、高校三冠を果たした。
福岡大学卒業後、NEXCO（東日本高速道路）柔道部に在籍。100kg級で井上康生、鈴木桂治らとしのぎを削った。
1998年1月24日、ロシア国際柔道の100kg級に出場し、3位入賞。準々決勝では日本デビュー前のエメリヤーエンコ・ヒョードルに一本勝ち。のちに「ヒョードルを倒した男」と呼ばれることとなった。
2005年10月19日、カリフォルニア州で行われたヒクソン・グレイシー主催のブドーチャレンジ98kg以上級に参戦。決勝でハファエル・ロバト・ジュニアと対戦、2Rにチョークスリーパーの体勢に入られたところでロバトの指を噛み、反則負けとなった。
2006年11月8日、急性心筋梗塞により死去。32歳没。